# Merari
Merari (hebr. מְרָרִי) – postać biblijna ze Starego Testamentu, syn Lewiego, brat Kehata i Gerszona. Miał dwóch synów - Machliego i Musziego. Od Merariego pochodzi ród Merarytów, który jako jeden z rodów lewickich miał za zadanie troszczyć się sprzęty znajdujące się w Przybytku, a także jego deski oraz słupy.